# Domingo Di Núbila
Domingo Di Núbila (Pergamino, 30 de enero de 1924 - Pergamino, 7 de febrero de 2000) fue un periodista, historiador y crítico de cine argentino.

## Biografía

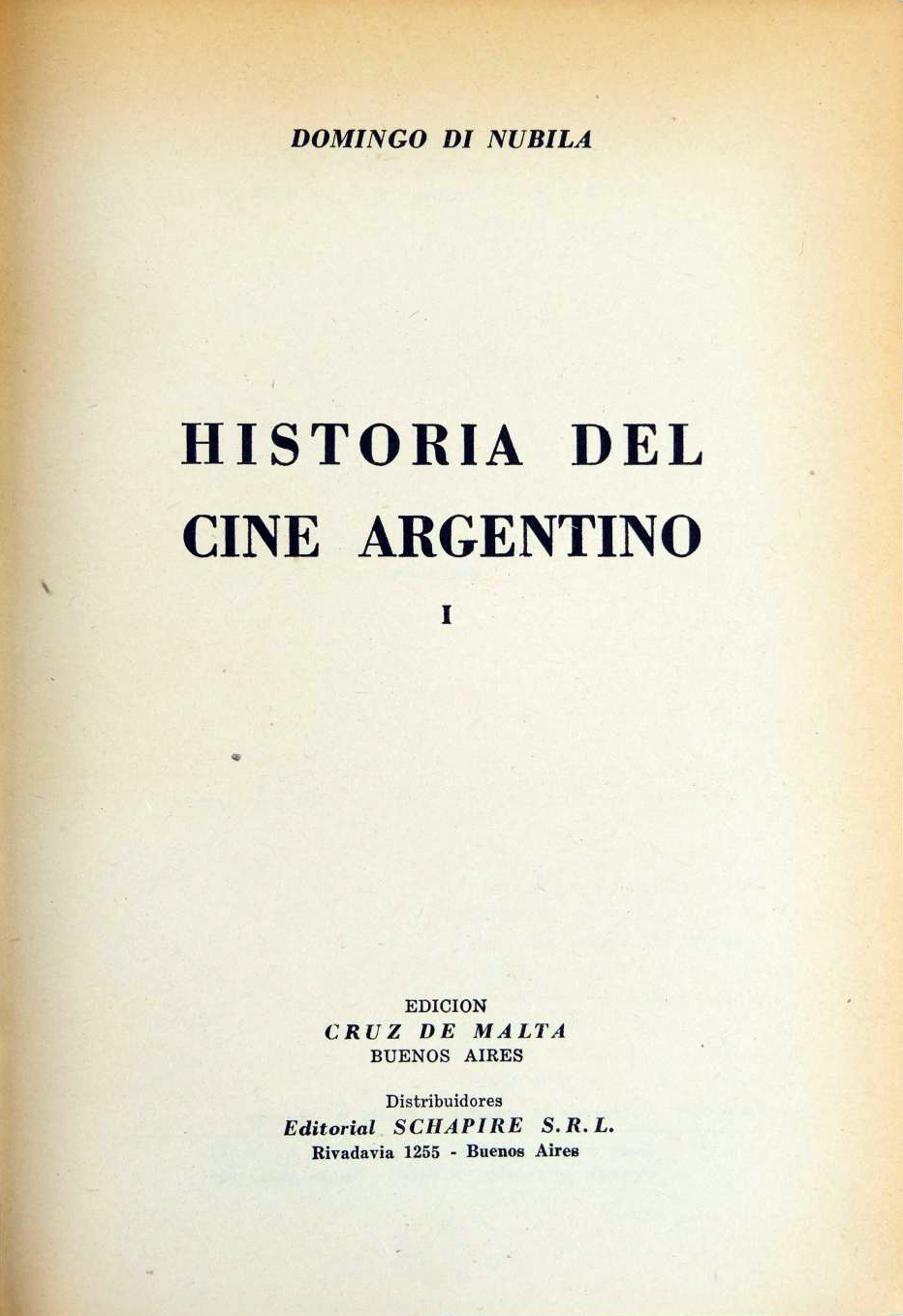
Publicado entre 1959 y 1960, la influyente Historia del cine argentino de Di Núbila fue el primer libro sobre el tema y una referencia insoslayable para futuros estudios.

En 1943 se mudó desde su ciudad natal a Buenos Aires y comenzó a trabajar en el programa radial que emitía Radio Belgrano Diario del Cine, dirigido por Chas de Cruz. 
Poco después empezó en la prensa gráfica en el semanario Heraldo del Cinematografista y en la revista estadounidense Variety, donde colaboró por más de 25 años.
Con el advenimiento de la televisión también se incorporó a este medio y trabajó en los cinco canales de aire. 
Hizo el guion del filme La noche de Venus (1955) y, en colaboración, el de Sección desaparecidos (1958). Apareció como intérprete en Millonarios a la fuerza (1979) dirigido por Enrique Dawi.
Fue docente en el Centro Experimental del Instituto del Cine en la materia guion cinematográfico y escribió varios libros sobre cine, entre los que se destacan Historia del cine argentino (1960, con reedición ampliada en 1998), y Cómo se hace un film.

## Premios
Su continuo trabajo en pos de la difusión de la crítica cinematográfica le valieron reconocimientos de sus pares:
- Distinción especial de la Asociación de Periodistas de la Televisión y la Radiofonía Argentinas (APTRA).
- Premio Cóndor de Plata a la trayectoria (1996) entregado por la Asociación de Cronistas Cinematográficos de la Argentina.
- Premio Konex